# Школска табла
Школска табла или табла је врста веће плоче обојене у црну или зелену боју која се користи у школи и на којој се пише кредом. Обично се прави од аргилошиста. За брисање креде са табле користи се сунђер.